# Лукас, Мэгги
Маргарет Тейлор «Мэгги» Лукас (англ. Margaret Taylor "Maggie" Lucas; род. 29 ноября 1991 года, Филадельфия, Пенсильвания, США) — американская профессиональная баскетболистка, выступавшая в женской национальной баскетбольной ассоциации. Она была выбрана на драфте ВНБА 2014 года во втором раунде под общим двадцать первым номером командой «Финикс Меркури». Играла на позиции атакующего защитника.

## Ранние годы
Маргарет родилась 29 ноября 1991 года в городе Филадельфия (штат Пенсильвания) в семье Альберта и Бетси Лукас, у неё есть два старших брата, Питер и Бен, а училась она в Форт-Вашингтоне, её пригороде, в академии Германтауна, в которой выступала за местную баскетбольную команду.